# Bergisches Land

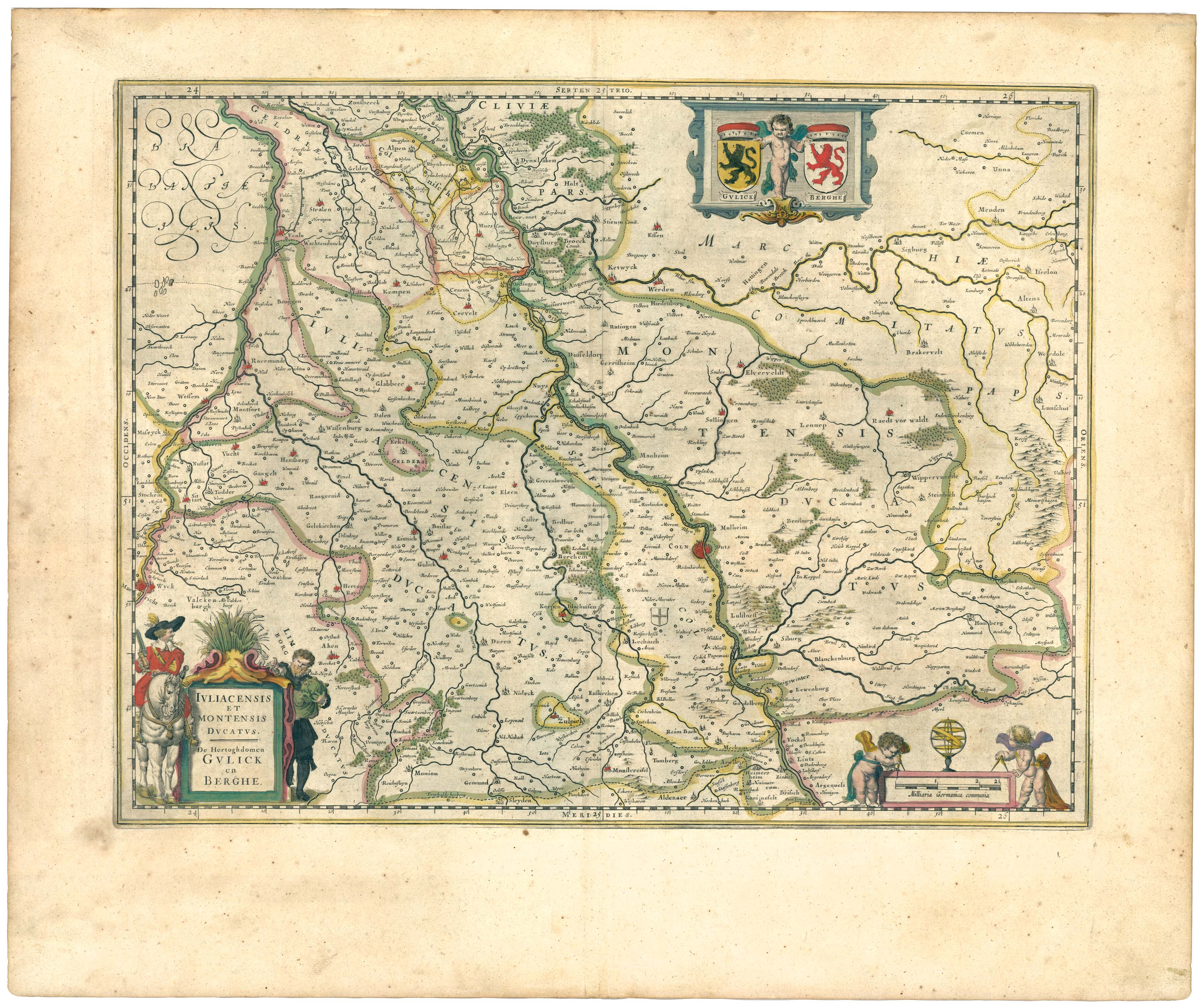
Ducatul Berg (Iuliacensis et Montensis Ducatus, 1645)

Bergisches Land, în traducere liberă „Țara Munților”, este o regiune din sudul landului Renania de Nord - Westfalia, Germania, care cuprinde trunghiul Remscheid–Solingen–Wuppertal, districtele Mettmann (district), Leverkusen, Rheinisch-Bergischer și districtul Rhein-Sieg. Regiunea se întinde aproximativ pe teritoriul istoric al ducatului Berg.

## Geografie
Din punct geologic regiunea aparține de Masivul Șistos Renan, fiind delimitat la nord de râul Ruhr, la vest de regiunea Kölner Bucht și la sud de râul Sieg. Granița de est cu regiunile Sauerland, Rheinland și Westfalen se află la nivelul localităților Schwelm și Ennepetal. Punctul cel mai jos al regiunii se află pe valea Rinului (29 m) și punctul cel mai înalt pe înălțimea Homert) (519 m).

## Galerie de imagini

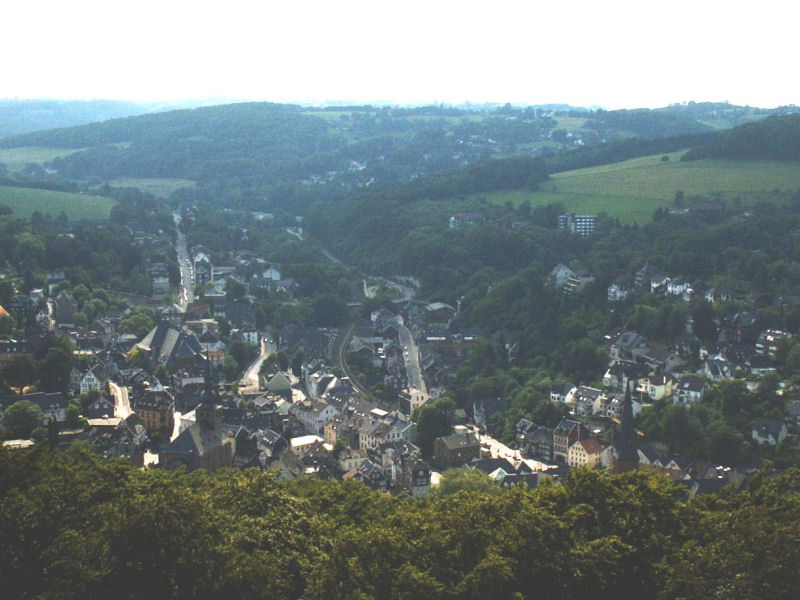
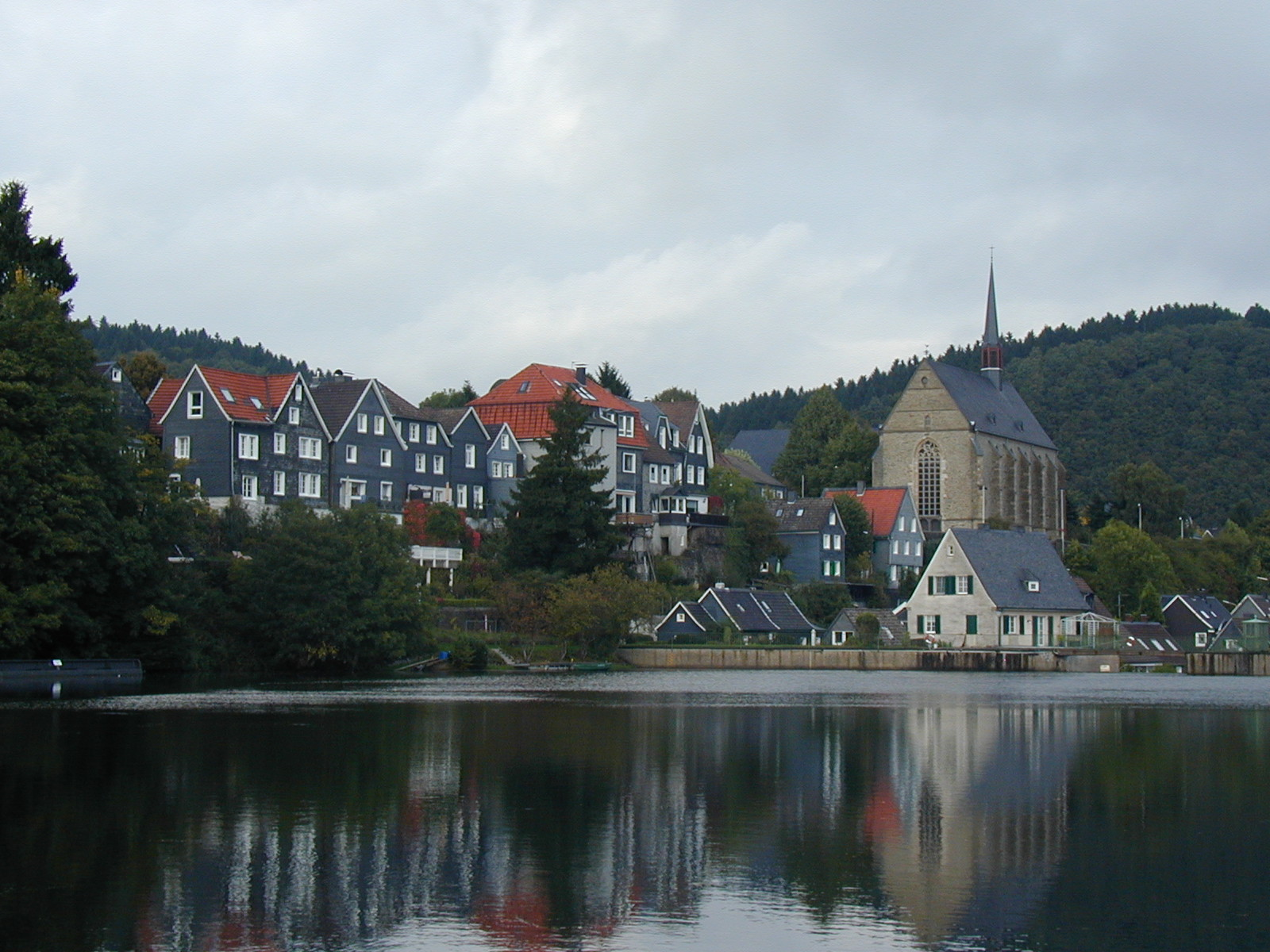
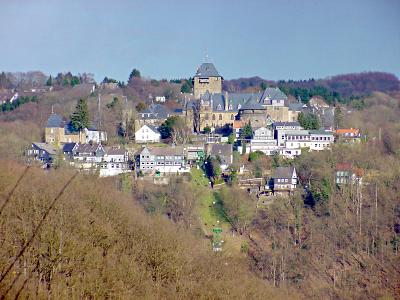
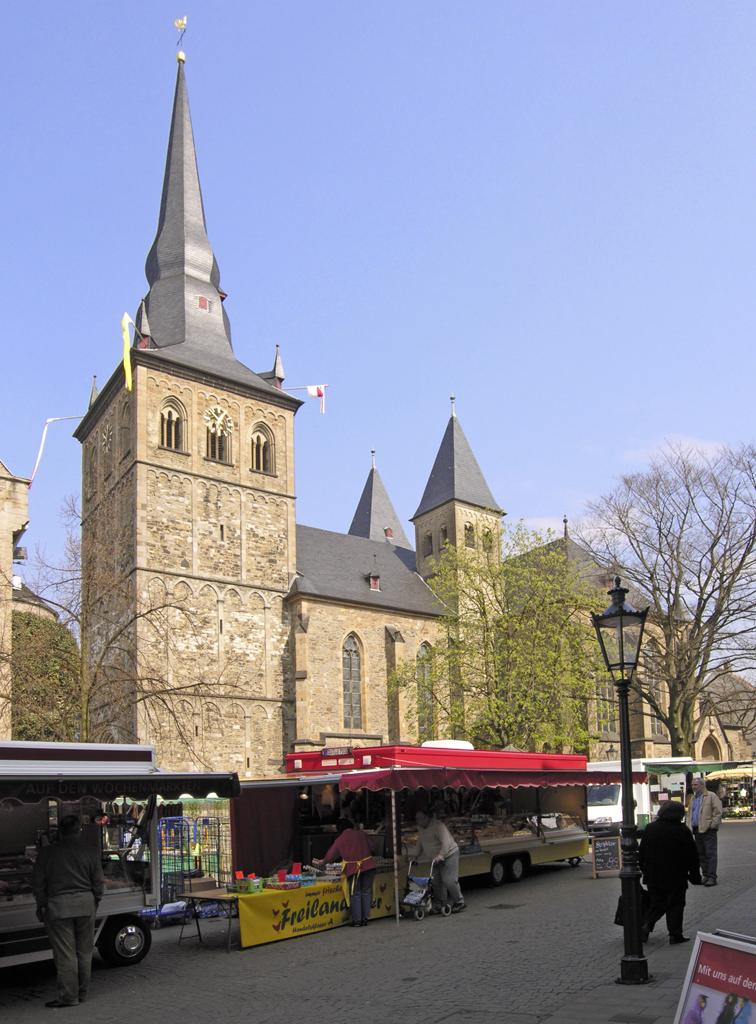

## Râuri

Bergisches Land in NRW teritoriul Ducatului Berg in 1789 (verde deschis) și regiunea azi (verde închis)

- Wupper
- Rin
- Ruhr
- Deilbach
- Sieg

## Localități
- Solingen
- Remscheid
- Velbert
- Wuppertal
- Ratingen

### Tabel
|  | Localitate             | District                   | Ducatul Berg (1789) | Regiunea în prezent |
|  | ---------------------- | -------------------------- | ------------------- | ------------------- |
|  | Bad Honnef             | Rhein-Sieg-Kreis           | X                   |                     |
|  | Bergisch Gladbach      | Rheinisch-Bergischer Kreis | X                   | X                   |
|  | Bergneustadt           | Oberbergischer Kreis       | X                   | X                   |
|  | Burscheid              | Rheinisch-Bergischer Kreis | X                   | X                   |
|  | Düsseldorf             | kreisfrei                  | X                   |                     |
|  | Eitorf                 | Rhein-Sieg-Kreis           | X                   | X                   |
|  | Engelskirchen          | Oberbergischer Kreis       | X                   | X                   |
|  | Erkrath                | Kreis Mettmann             | X                   | X                   |
|  | Gummersbach            | Oberbergischer Kreis       |                     | X                   |
|  | Haan                   | Kreis Mettmann             | X                   | X                   |
|  | Heiligenhaus           | Kreis Mettmann             | X                   | X                   |
|  | Hennef                 | Rhein-Sieg-Kreis           | X                   | X                   |
|  | Hilden                 | Kreis Mettmann             | X                   | X                   |
|  | Hückeswagen            | Oberbergischer Kreis       | X                   | X                   |
|  | Kürten                 | Rheinisch-Bergischer Kreis | X                   | X                   |
|  | Langenfeld             | Kreis Mettmann             | X                   | X                   |
|  | Leichlingen            | Rheinisch-Bergischer Kreis | X                   | X                   |
|  | Leverkusen             | kreisfrei                  | X                   | X                   |
|  | Lindlar                | Oberbergischer Kreis       | X                   | X                   |
|  | Lohmar                 | Rhein-Sieg-Kreis           | X                   | X                   |
|  | Marienheide            | Oberbergischer Kreis       |                     | X                   |
|  | Mettmann               | Kreis Mettmann             | X                   | X                   |
|  | Monheim                | Kreis Mettmann             | X                   | X                   |
|  | Morsbach               | Oberbergischer Kreis       | X                   | X                   |
|  | Much                   | Rhein-Sieg-Kreis           | X                   | X                   |
|  | Mülheim an der Ruhr    | kreisfrei                  | X                   |                     |
|  | Neunkirchen-Seelscheid | Rhein-Sieg-Kreis           | X                   | X                   |
|  | Niederkassel           | Rhein-Sieg-Kreis           | X                   |                     |
|  | Nümbrecht              | Oberbergischer Kreis       |                     | X                   |
|  | Odenthal               | Rheinisch-Bergischer Kreis | X                   | X                   |
|  | Overath                | Rheinisch-Bergischer Kreis | X                   | X                   |
|  | Ratingen               | Kreis Mettmann             | X                   | X                   |
|  | Radevormwald           | Oberbergischer Kreis       | X                   | X                   |
|  | Reichshof              | Oberbergischer Kreis       | X                   | X                   |
|  | Remscheid              | kreisfrei                  | X                   | X                   |
|  | Rösrath                | Rheinisch-Bergischer Kreis | X                   | X                   |
|  | Ruppichteroth          | Rhein-Sieg-Kreis           | X                   | X                   |
|  | Sankt Augustin         | Rhein-Sieg-Kreis           | X                   |                     |
|  | Siegburg               | Rhein-Sieg-Kreis           | X                   |                     |
|  | Solingen               | kreisfrei                  | X                   | X                   |
|  | Troisdorf              | Rhein-Sieg-Kreis           | X                   |                     |
|  | Velbert                | Kreis Mettmann             | X                   | X                   |
|  | Waldbröl               | Oberbergischer Kreis       | X                   | X                   |
|  | Wermelskirchen         | Rheinisch-Bergischer Kreis | X                   | X                   |
|  | Wiehl                  | Oberbergischer Kreis       |                     | X                   |
|  | Windeck                | Rhein-Sieg-Kreis           | X                   | X                   |
|  | Wipperfürth            | Oberbergischer Kreis       | X                   | X                   |
|  | Wülfrath               | Kreis Mettmann             | X                   | X                   |
|  | Wuppertal              | kreisfrei                  | X                   | X                   |